# Anna Banti
Anna Banti (geboren als Lucia Lopresti, 27. Juni 1895 in Florenz; gestorben 2. September 1985 in Ronchi di Massa) war eine italienische Schriftstellerin und Kunsthistorikerin.

## Leben
Lucia Lopresti wuchs als Einzelkind kalabrischer Eltern auf. Ihr Vater Luigi Vincenzo war ein Rechtsanwalt und führte sie an die Geisteswissenschaften heran. Sie wurde geprägt von der bürgerlichen Kulturlandschaft des neunzehnten Jahrhunderts und den Erzählungen von Balzac, Manzoni, Verga und Proust. An der Universität La Sapienza studierte und promovierte sie in Kunstgeschichte bei Adolfo Venturi über Marco Boschini. In den folgenden Jahren veröffentlichte sie eine Reihe von kunsthistorischen Aufsätzen.
1924 heiratete sie den Kunstkritiker und Kunsthistoriker Roberto Longhi, dessen Schülerin sie am Liceo Visconti in Rom gewesen war. Sie lebte in Rom und Bologna, bis sie 1940 in ihren Geburtsort zurückkehrte. Ihre erste Erzählung veröffentlichte sie 1934. Neben ihren großen Romanen verfasste Anna Banti Kunst- und Filmkritiken, schrieb Biographien über Matilde Serao und Giovanni da San Giovanni und übersetzte zahlreiche englischen Texte. 1950 gründete sie zusammen mit ihrem Mann die Kunst- und Literaturzeitschrift Paragone. Für den Roman La Monaca die Sciangai erhielt sie 1958 den Premio Veillon.
1982 wurde sie mit einem Antonio-Feltrinelli-Preis ausgezeichnet.

## Werke (Auswahl)
- 1937: Route Pauline (Itinerario di Paolina.)
- 1940: Il Coraggio delle Donne.
- 1941: Sette Lune. Verlag Bompiani, 1941.
- 1942: Le monache cantano.
- 1947: Artemisia.  (dt.: Zum Fürchten schön und tüchtig – Artemisia. München 2001, ISBN 3-548-60054-9. Roman über Artemisia Gentileschi)
- 1951: Le Donne Muoiono
- 1953:  Il Bastardo. (Der Bastard)
- 1954: Allarme sul Lago.
- 1957: La Monaca di Sciangai.
- 1960: Corte Savella (Collana Narratori Italiani n.72/Opere di Anna Banti volume I).
- 1961: La casa piccola.
- 1962: Le mosche d’oro.
- 1963: Campi Elisi.
- 1965: Matilde Serao (La Vita Sociale Della Nuova Italia 9). Unione Tipografico-Editrice Torinese, Turin.
- 1967: Noi credevamo.
- 1971: Je Vous écris d'un pays lointain.
- 1973: La camicia bruciata.
- 1975: Da un paese vicino.
- 1977: Giovanni da San Giovanni. Pittore della contraddizione. Sansoni, Florenz.
- 1981: Un grido lacerante. (Ein durchdringender Schrei.)
- 1996: Lavinia fuggita.